# Architekturwettbewerb
Ein Architekturwettbewerb (auch Planungswettbewerb oder Ideenwettbewerb) wird veranstaltet, wenn für eine anstehende konkrete Planungsaufgabe im Bereich Architektur, Stadtplanung, Landschaftsarchitektur oder für eine generelle Ideenfindung der beste Entwurf gefunden werden soll. Da es trotz teils präziser Vorgaben, z. B. durch ein Raumprogramm und städtebauliche Vorgaben, immer noch viele verschiedene Möglichkeiten gibt, ein Bauwerk zu strukturieren, zu konstruieren und zu gestalten bzw. eine städtebauliche Planung zu entwickeln, versucht man durch die Planung von Alternativen die beste Lösung zu finden. Ein Architekturwettbewerb ist somit eines der besten qualitäts- und projektorientierten Mittel zur Ermittlung der besten Lösung hinsichtlich Städtebau, Funktion, Ökonomie sowie Umwelt- und Sozialverträglichkeit für ein bestimmtes Projekt, bezogen auf alle Kriterien der Nachhaltigkeit.

## Merkmale
Veranstaltet werden diese Wettbewerbe in der Regel vom Bauherrn, dem Auslober. Dieses kann sowohl eine öffentliche Institution als auch eine Firma oder eine Privatperson sein. Mit den Auslobungsunterlagen werden die Verfahrensbedingungen des Wettbewerbs bekanntgegeben, die zu bearbeitende Aufgabe definiert und Ziele für die Bearbeitung in Form von quantitativen Größen (z. B. den Flächenbedarf über das Raumprogramm) oder qualitativen Vorstellungen beschrieben.

### Ablauf und Prinzipien
Der Wettbewerb wird von Wettbewerbsmanagern organisiert (z. B. eine zuständige Behörde oder eine hierzu beauftragte Firma), die in der Regel wie die Wettbewerbsteilnehmer Architekten sind. Die Wettbewerbsmanager (Wettbewerbsbetreuer gem. RPW) müssen die gleiche Qualifikation wie die Wettbewerbsteilnehmer haben. Sie übernehmen die koordinierende Rolle des Architekten in dieser Phase und sind unter anderem verantwortlich für die Zusammenstellung aller Inhalte der Auslobung sowie die Vorprüfung der eingereichten Entwürfe der teilnehmenden Architekten. Darüber hinaus steuern und dokumentieren sie den gesamten Prozess – Beratung bei der Auswahl der Preisrichter, Vorbereitung und Dokumentation aller Veranstaltungen, Kostenmanagement, Vorbereitung der Ausstellung etc. Für dieses spezielle Profil hat sich seit den 1990er-Jahren eine Nische innerhalb der Planer entwickelt, die diese Leistungen spezialisiert anbietet.
Die Beurteilung der eingereichten Entwürfe sowie die Auswahl der Preisträger erfolgt durch das Preisgericht. Es setzt sich aus Preisrichtern und Stellvertretenden Preisrichtern zusammen, die ihr Amt persönlich und unabhängig allein nach fachlichen Gesichtspunkten auszuüben haben. Fach- und Sachpreisrichter haben gleiches Stimmrecht. Zu Beginn der ersten Sitzung wählt das Preisgericht aus dem Kreis der Fachpreisrichter einen Vorsitzenden sowie einen Stellvertreter. Die Fachpreisrichter haben die gleiche Qualifikation wie die Wettbewerbsteilnehmer, die Sachpreisrichter vertreten die Interessen des Auslobers sowie gegebenenfalls der Kommune oder anderen Interessenvertretern.
Grundgedanke der meisten Wettbewerbe ist die Vergabe eines Planungsauftrags (Realisierungswettbewerb). Hierzu wird in der Auslobung das Auftragsversprechen niedergelegt. Aufgrund dieses Versprechens darf die im Wettbewerb in Form von Preisen und Anerkennungen ausgeschüttete „Wettbewerbssumme“ niedriger sein als die tatsächlich von allen Teilnehmern erbrachte Leistung. Die Wettbewerbssumme entspricht in Deutschland ungefähr dem Honorar der Vorplanung (Leistungsphase 2 gemäß HOAI). Die im Rahmen des Wettbewerbs eingereichten Entwurfsunterlagen gehen in den Besitz des Auslobers über, die weitere Nutzung der Entwürfe ist dennoch nur im Rahmen einer weiteren Beauftragung möglich. Die Urheberrechte verbleiben in der Regel auch nach der Realisierung beim Verfasser der Arbeit.
Die Prinzipien des Architekturwettbewerbs sind
- die Gleichbehandlung aller Teilnehmer
- die eindeutige Aufgabenstellung
- ein angemessenes Preis-Leistungs-Verhältnis
- die Beurteilung der Arbeiten durch ein kompetentes Preisgericht
- die Anonymität der Wettbewerbsbeiträge
- eine Verpflichtung zur Beauftragung eines der Preisträger
- die Sicherung des Urheberrechts der Teilnehmer

### Nachhaltigkeit in Architekturwettbewerben
Nachhaltigkeit im umfassenden Verständnis ist Kerngedanke jeder qualitätsvollen Planung. Kriterien in diesem Sinne sind die Innovation und Übertragbarkeit der Planung, deren sozio-ethische Nachhaltigkeit, die Berücksichtigung des schonenden Umgangs mit Ressourcen und der Umwelt, die Wirtschaftlichkeit sowie die ästhetisch-kulturelle Nachhaltigkeit im jeweiligen Kontext.
Im Alltag wird der Begriff der Nachhaltigkeit insbesondere für die ökologische Nachhaltigkeit verwendet. Verfolgt ein Auslober das Ziel, ein in diesem Sinne in besonderem Maße nachhaltiges Gebäude zu errichten, kann er diese Zielstellung im Wettbewerb festschreiben. So finden sich aktuell in vielen Auslobungen Verweise auf das nachhaltige Bauen, ohne jedoch konkrete Anforderungen daraus abzuleiten. Daher wird seit geraumer Zeit nach Möglichkeiten gesucht, Nachhaltigkeit in Wettbewerbsverfahren fest zu verankern.
Ein früher Versuch einer sachlichen Bewertung ist die im Jahre 2004 veröffentlichte Systematik zur Beurteilung der Nachhaltigkeit von Architekturprojekten für den Bereich Umwelt – SNARC des schweizerischen Ingenieur- und Architektenvereins SIA. Anhand von 10 Kriterien kann die ökologische Qualität von Bauwerken in der Konzeptphase vergleichend abgeschätzt werden. Der 2011 veröffentlichte Leitfaden Nachhaltigkeitsorientierte Architekturwettbewerbe – LeNA leitet erstmals aus bestehenden Nachhaltigkeitsbewertungssystemen 20 vorentwurfsrelevante Nachhaltigkeitskriterien ab. Er orientiert sich dabei an den Verfahrensschritten von Hochbauwettbewerben und stellt die Möglichkeiten der Anwendung in einem nachhaltigen Wettbewerbsverfahren dar. Der Leitfaden basiert auf den Erfahrungen eines 2009 durchgeführten Wettbewerbs in der HafenCity Hamburg und wurde durch die Stadt Hamburg in Auftrag gegeben. Über ein Forschungsprojekt des Bundesministeriums Verkehr, Bau und Stadtentwicklung (BMVBS) wurden im Herbst 2013 die bisherigen Erfahrungen in das nationale Bewertungssystem Nachhaltiges Bauen für Bundesgebäude – BNB überführt. Dazu wurde eine Systematik entwickelt, wie Nachhaltigkeitsaspekte bei Wettbewerbsverfahren des Bundes berücksichtigt werden sollen.
Der Aufwand dieser Systeme ist jedoch nicht unerheblich und daher auch nicht unumstritten, zumal wesentliche Parameter der Nachhaltigkeit einer Planung nicht durch den Entwurf im Wettbewerb definiert werden, sondern entweder im Vorfeld bereits entschieden sind (Wahl des Grundstücks etc.) oder erst nach dem Wettbewerb (Wahl der Materialien etc.).

## Rechtliche Grundlagen
Internationale Wettbewerbe werden auf Basis der „Recommendation concerning International Competitions in Architecture and Town Planning“ der UNESCO von 1956 durchgeführt, die zuletzt 1978 aktualisiert wurden. Die Union Internationale des Architectes (uia) wurde von der UNESCO mit der Anwendung der Regeln betraut. Sie hat dazu den „UIA Guide for International Competitions in Architecture and Town Planning“ aufgestellt. Nur von der uia betreute Wettbewerbe dürfen den Titel „Internationaler Wettbewerb“ tragen und müssen entsprechende Auflagen erfüllen.
Auf europäischer Ebene erarbeitet der Architects Council of Europe (Europäischer Dachverband der Berufsvertretungen der Architekturschaffenden) akkordierte Empfehlungen zur Durchführung von Architekturwettbewerben.
Auf nationaler Ebene werden die rechtlichen Rahmenbedingungen unterschiedlich definiert.

### Deutschland
In Deutschland sind 2009 die Richtlinien für Planungswettbewerbe (RPW 2008) vom damaligen Bundesministerium für Verkehr, Bau und Stadtentwicklung (BMVBS) veröffentlicht worden und in Kraft getreten, die damit die Grundsätze und Richtlinien für Wettbewerbe auf den Gebieten der Raumplanung, des Städtebaus und des Bauwesens (GRW 1995) abgelöst haben. Nach einer ersten Anwendungsphase wurden diese im Rahmen einer Evaluation leicht modifiziert und als „Richtlinie für Planungswettbewerbe“ (RPW 2013) eingeführt. Verbindlich ist diese für Maßnahmen des Bundes und der meisten Länder. In einzelnen Ländern (Niedersachsen und Bremen) gelten jedoch vorerst weiterhin die „Regeln für die Auslobung von Wettbewerben“ (RAW 2004). Außerdem haben alle öffentlichen Auftraggeber im Sinne des § 99 Gesetz gegen Wettbewerbsbeschränkungen die RPW 2013 anzuwenden, da § 78 Abs. 2 S. 1 Vergabeverordnung das vorschreibt. Ansonsten bestehen für einen Auslober keine rechtlichen Bindungen zur Anwendung der RPW 2013 oder RAW 2004. Teilnehmende Architekten sind jedoch berufsrechtlich verpflichtet, sich nur an solchen Wettbewerben zu beteiligen, in denen ein fairer Leistungswettbewerb sichergestellt ist. Dies ist der Regelfall, wenn eine der oben genannten Wettbewerbsordnungen zugrunde gelegt wurde. Überdies steht die Anwendung einer Wettbewerbsordnung dafür, dass das Verfahren rechtssicher und nach fairen Spielregeln durchgeführt wird. Es ist daher das Ziel der Architektenkammern, für alle Verfahren die Anwendung der RPW 2013 durchzusetzen.

### Österreich
Architekturwettbewerbe in Österreich folgen den Regeln zur Vergabe von Wettbewerben im öffentlichen Bereich dem Bundesvergabegesetz, wobei seitens der Standesvertretung der Architekten ein Leitfaden herangezogen werden kann, und zwar der Wettbewerbsstandard Architektur (kurz WSA).

### Schweiz
In der Schweiz gestalten sich Architekturwettbewerbe nach dem Merkblatt 142 (Ordnung für Architektur- und Ingenieurwettbewerbe) der SIA-Kommission.

## Wettbewerbsformen

### Teilnahmeberechtigung, Offene und nichtoffene Wettbewerbe
Durch die Definition der Teilnahmeberechtigung legt der Auslober den Kreis der zum Verfahren zugelassenen Personen fest – in der Regel z. B. Architekten mit der entsprechenden Berufsqualifikation. Bei offenen Wettbewerben können sich alle Personen beteiligen, die die Vorgaben der Teilnahmeberechtigung erfüllen und bei denen keine Teilnahmehindernisse vorliegen, z. B. weil sie Angestellte des Auslobers oder Teil des Preisgerichts sind. Bei den nichtoffenen (RPW, WOA), begrenzten (RAW) oder beschränkten (GRW) Wettbewerben findet vor dem eigentlichen Wettbewerb ein Teilnahmewettbewerb statt. Vor dem Versand der Auslobungsunterlagen findet, nach der Veröffentlichung, ein Auswahlverfahren zur Bestimmung eines zahlenmäßig klar definierten Teilnehmerkreises statt. Die Gestaltung des Auswahlverfahrens gestattet innerhalb der Grenzen des Vergaberechts gewisse Spielräume, von der direkten Benennung von Teilnehmern über die Definition von Zugangs- und Auswahlkriterien anhand von Bürodaten und Referenzen bis hin zum Losverfahren.

### Einphasige und zweiphasige Wettbewerbe
Eine Besonderheit ist der zweiphasige Wettbewerb, bei dem in einer ersten (offenen) Phase skizzenhafte Konzepte in reduziertem Umfang eingereicht werden, anhand derer dann Teilnehmer für die weitere Wettbewerbsbearbeitung in der zweiten, nichtoffenen Phase ausgewählt werden.

### Realisierungs- und Ideenwettbewerbe
Wettbewerbe werden in der Regel als „Realisierungswettbewerb“ oder in der Schweiz als „Projektwettbewerb“ ausgelobt, das heißt, dass für ein konkretes Vorhaben eine optimale Lösung gesucht wird. Das wesentliche Element des „Vertrags“ zwischen Auslober und Teilnehmer ist das so genannte „Auftragsversprechen“, das heißt, dass der Auslober verspricht, einen der Preisträger mit der weiteren Planung des Projektes zu beauftragen, wenn und sobald das Projekt realisiert wird. In der Regel wird versprochen, mindestens die Leistungsphasen 2–5 gemäß Honorarordnung für Architekten und Ingenieure (HOAI) zu beauftragen.
In Ausnahmefällen können Wettbewerbe auch als Ideenwettbewerbe ausgelobt werden, wenn eine Realisierung nicht beabsichtigt ist, oder übergeordnete Planungsansätze (in der Regel städtebauliche) gesucht werden, um z. B. Leitlinien festzulegen (Beispiel Maximilianstraße (Speyer):), anhand derer eine weitere Planung oder ein Realisierungswettbewerb folgt. Aufgrund des fehlenden Auftragsversprechens müssen die Preisgelder wesentlich höher als bei Realisierungswettbewerben sein. Besonderes Augenmerk ist hier auf die Urheberrechte zu legen.
Weil Ideenwettbewerbe oft als Option missverstanden wurden, Wettbewerbe ohne Auftragsversprechen durchzuführen, auch wenn eine Realisierungsabsicht bestand, ist in der RAW die Differenzierung nach Realisierungs- und Ideenwettbewerben aufgegeben worden. Das Auftragsversprechen ist hier als Grundsatz jedes Wettbewerbs anzusehen. Die RPW formuliert hingegen weiterhin die Option eines Wettbewerbs ohne Auftragsversprechens, allerdings als Ausnahme. Seit der Novellierung 2013 wird hierfür auch wieder der Begriff „Ideenwettbewerb“ verwendet.

### Kooperative Wettbewerbe
Ein wesentlicher Grundsatz des geregelten Wettbewerbs ist die Anonymität. Das heißt, dass auch bei namentlicher Kenntnis der Teilnehmer an einem nichtoffenen Wettbewerb die Beiträge anonym eingereicht und beurteilt werden, um eine Konzentration auf die Inhalte unabhängig von den Personen zu gewährleisten. In Ausnahmefällen können Wettbewerbe kooperativ ausgelobt werden. In diesen Fällen werden ein oder mehrere Präsentationskolloquien durchgeführt, um mit den Teilnehmern gemeinsam Lösungsansätze zu diskutieren, bevor diese weiter bearbeitet werden. Eine Anonymität kann dann nicht aufrechterhalten werden. Kooperative Verfahren sind nur bei kleiner Teilnehmerzahl möglich und bieten sich an, wenn die Aufgabenstellung oder bestimmte Rahmenbedingungen erst im Laufe des Verfahrens konkretisiert werden können.

### Studentenwettbewerbe
Wettbewerbe, an denen ausschließlich Studenten bestimmter Fachrichtungen teilnehmen dürfen. Die Grenze zwischen Studentenwettbewerben und Semesterarbeiten, die von den Hochschulen in Kooperation mit externen „Auslobern“ angeboten werden, sind oft fließend. Studentenwettbewerbe unterliegen keinen Regelungen und sind mit Architekturwettbewerben nur bedingt vergleichbar.(Beispiel: wa Förderpreis WS 2023/24 Frankfurt UAS:
)

## Beispiele
Es ist weit verbreitet, öffentliche Bauaufgaben über einen Wettbewerb zu vergeben. Dies sind beispielsweise Regierungsbauten, Museen, Sportstadien, Hochschulen oder städtebaulich besonders prägende Bauten, aber auch Kindergärten, Kirchen und andere Funktionsbauten bzw. städtebauliche Aufgaben. Aber auch Privatunternehmen und internationale Konzerne loben Wettbewerbe aus, deren Aufgabe in der Regel Büro- oder Verkaufsgebäude sind, aber auch Produktions- und Forschungsgebäude.
- Auslober öffentlich:
  - Wettbewerb über den Umbau des Reichstagsgebäudes in Berlin, 1993
  - Wettbewerb für das Bundeskanzleramt, 1995.
  - Wettbewerb für den Campus Westend der Johann Wolfgang Goethe-Universität Frankfurt, 2003.
  - Wettbewerb für das Humboldtforum in Berlin, 2008
- Auslober Unternehmen:
  - Wettbewerb für die adidas World of Sports, 1998–1999 (Architekt: agps)
  - Wettbewerb für das Zentralgebäude des BMW Werk Leipzig, 2002 (Architektin: Zaha Hadid)
  - Wettbewerb für das ThyssenKrupp Quartier Essen, 2006 (Architekten: Chaix et Morel mit JSWD Architekten)
- Internationale Wettbewerbe
  - Alexandria Bibliothek, Ägypten (bibliotheca Alexandrina)
  - Sydney Opera House, Australien
  - Centre Georges Pompidou, Frankreich
  - Place Lalla Yeddouna, Marokko[10]
- Historische Wettbewerbe (Antike bis 19. Jhd.)
  - Wettbewerb für den Bau der Kuppel des Doms von Florenz, 1418, 1. Preis Filippo Brunelleschi.
- Historische Wettbewerbe (19. Jhd.):
  - Wettbewerb für den Tribune Tower des Chicago Tribune, 1922.
  - Wettbewerb für den Neubau des Reichstags in Berlin, 1871–72, 1. Preis: Ludwig Bohnstedt.
  - Wettbewerb für den Neubau des Reichstags in Berlin, 1882, 1. Preis Paul Wallot.
  - Wettbewerb für die Neugestaltung der Museumsinsel (Berlin), 1883–84.
  - Wettbewerb für den Friedenspalast in Den Haag, 1905, 1. Preis Louis M. Cordonnier. Die Galerie mit einigen der Beiträge zeigt die große Bandbreite der Entwürfe.

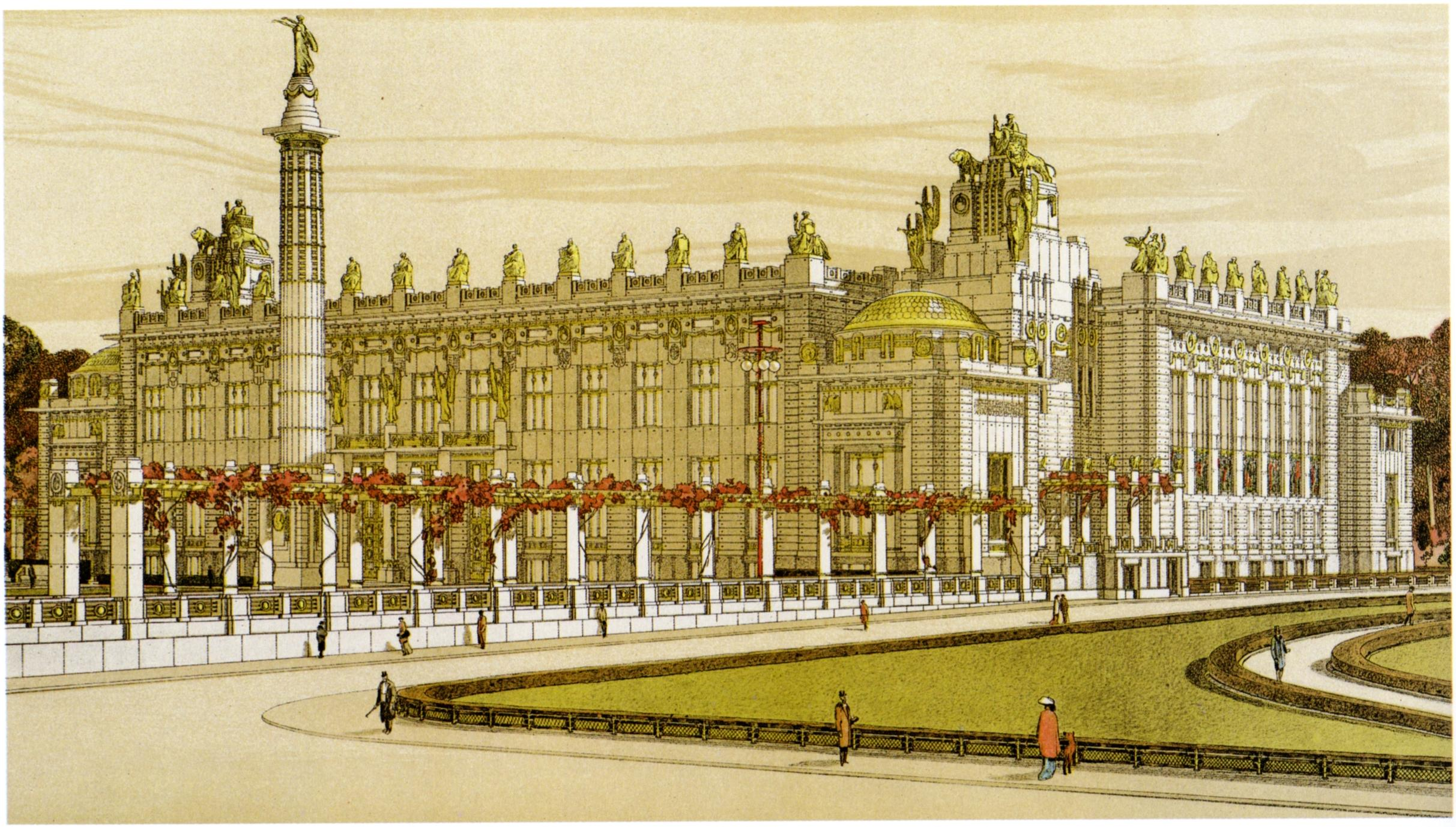
Beitrag Otto Wagner
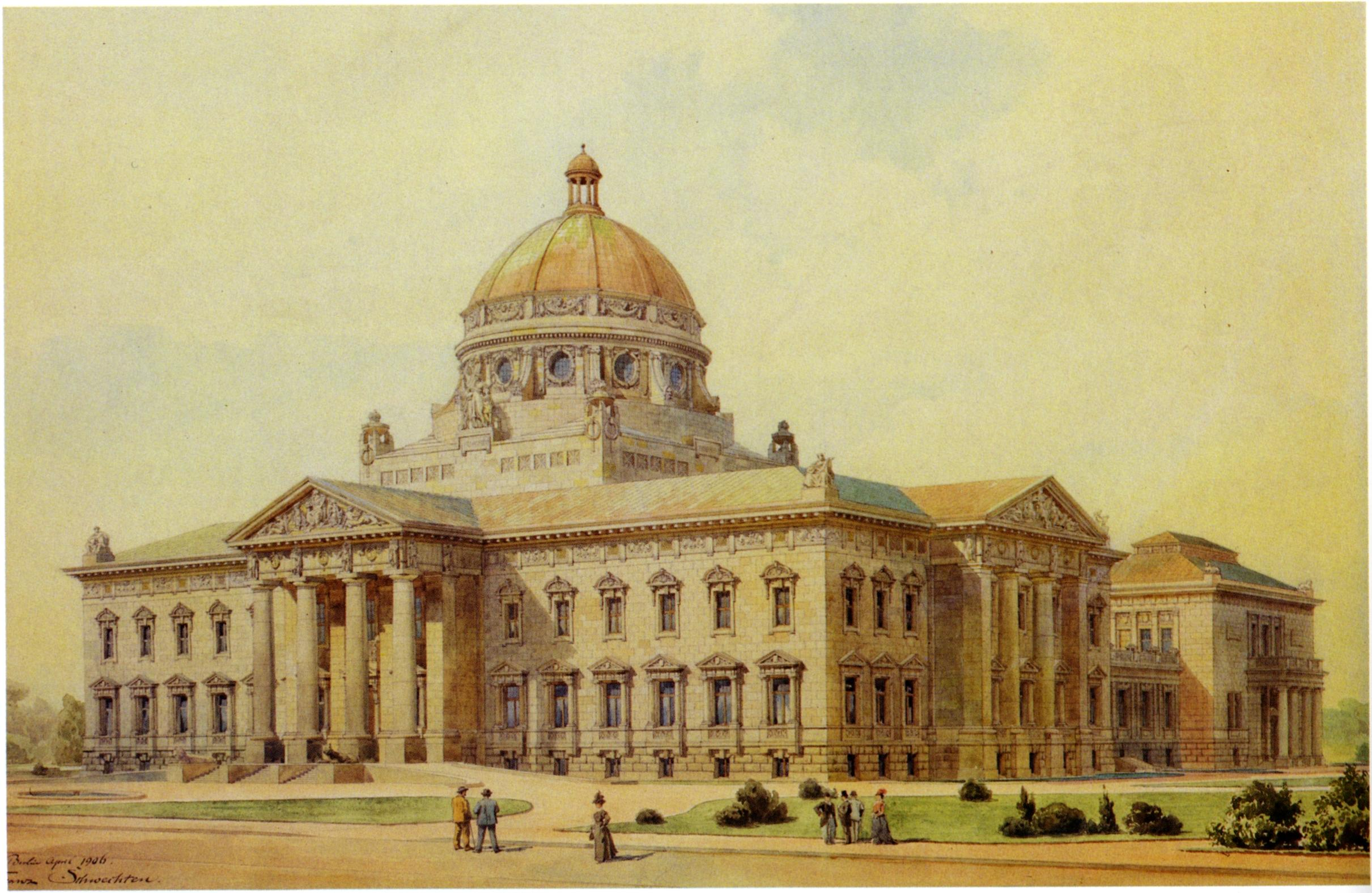
Beitrag Franz Heinrich Schwechten
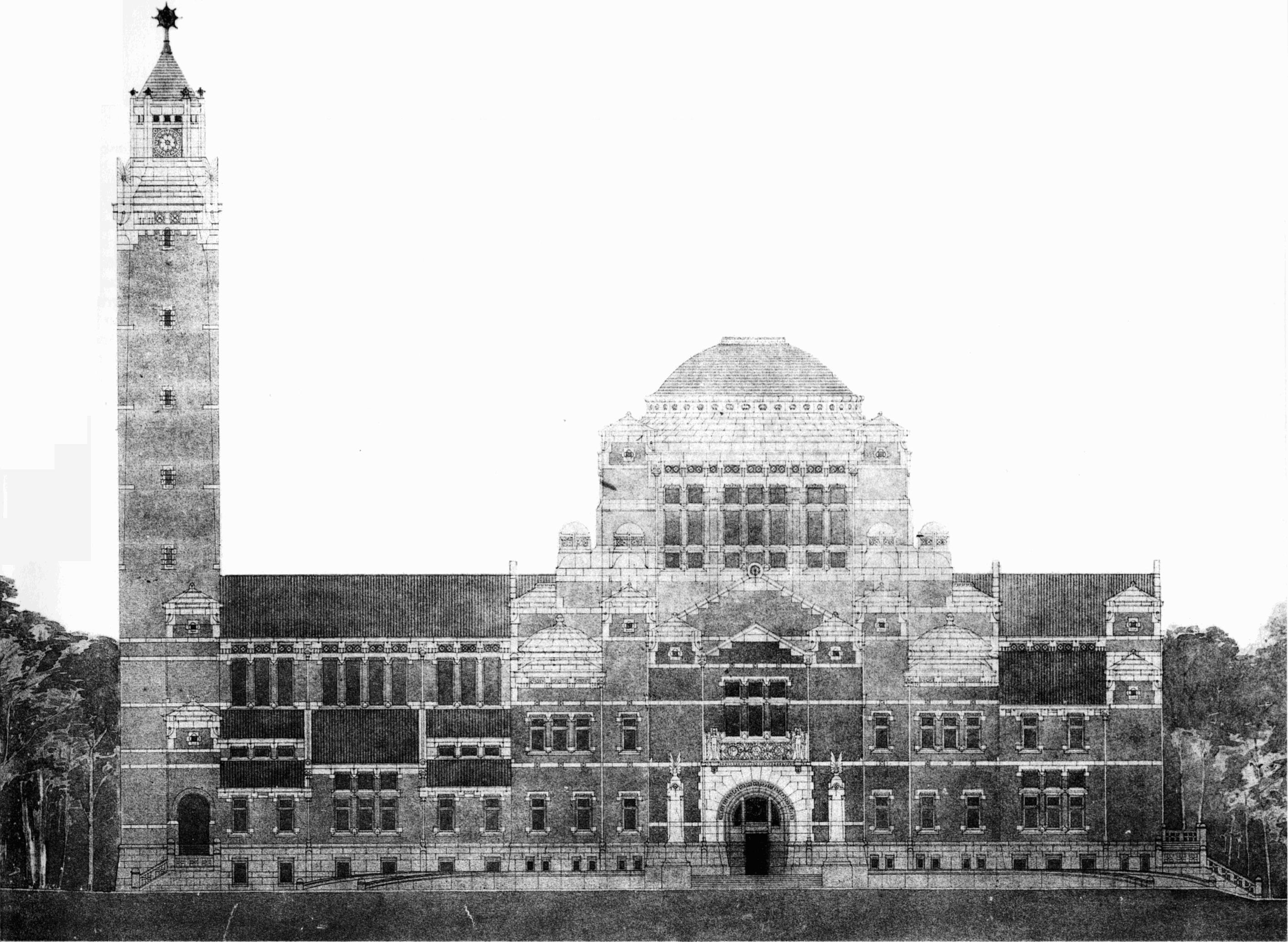
Beitrag Hendrik Petrus Berlage
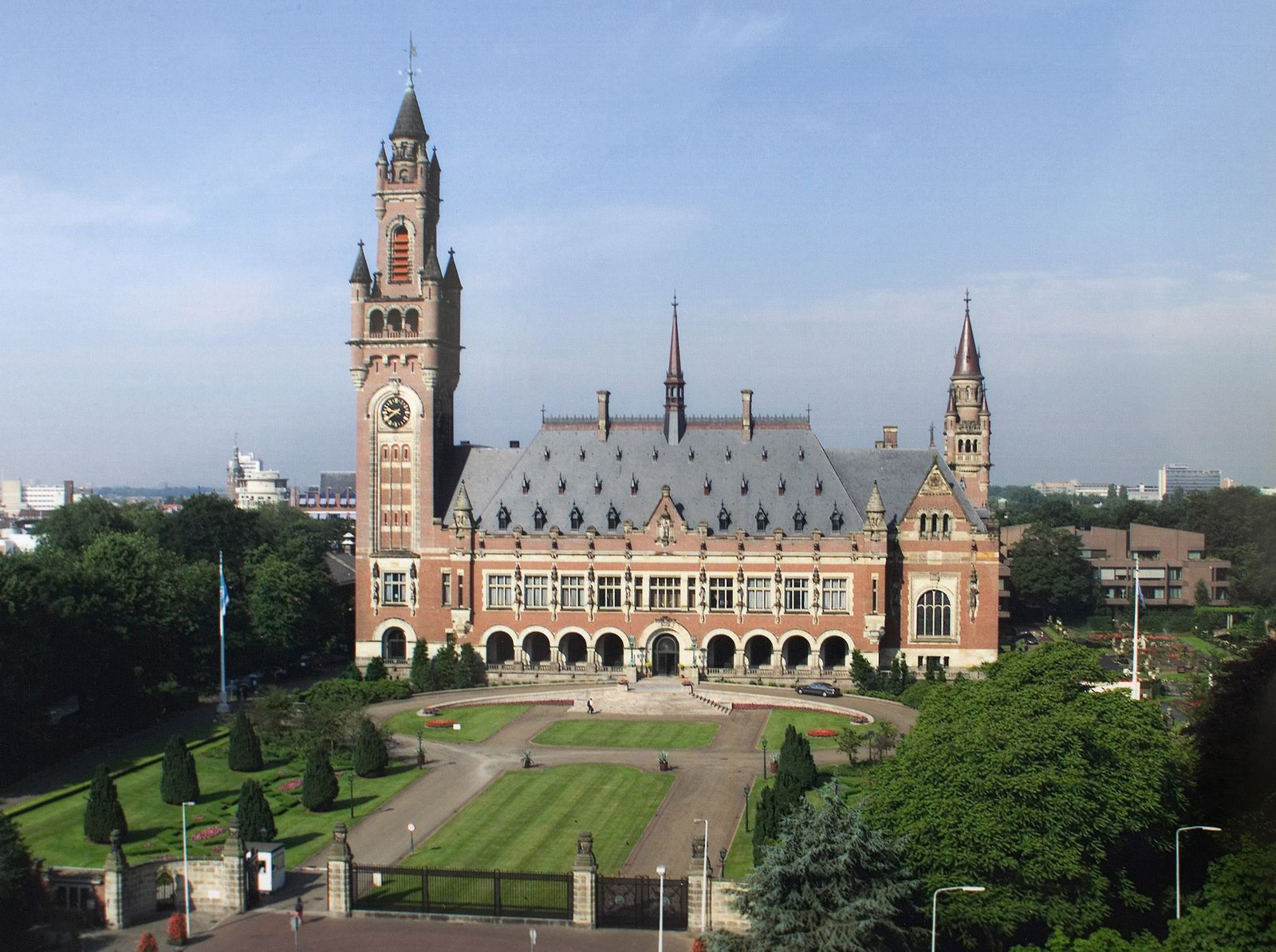
Ausgeführter Entwurf von Louis M. Cordonnier